# کوی بی
کوی بی (۳۱۱-۳۱۹ ش. ) ژنرال نظامی و سیاستمدار سلسله جین (۲۶۶-۴۲۰ میلادی) بود. او در زمان سقوط جین غربی به عنوان بازرس استان پینگ (平州، لیائونینگ شرقی مدرن) خدمت کرد. کوی بی، جدا از درگیری‌های دشت‌های مرکزی ، بر لیائودونگ شرقی خودمختاری داشت، جایی که با مورونگ هوی، رئیس قبیله شیانبی و دست نشانده جین، رقابت کرد. در سال ۳۱۹، او به همراه امپراتوری گوگوریو با قبایل دوآن و یوون اتحادی به وجود آورد تا مورونگ هوی را نابود کند، اما شکست خورد و مجبور به فرار به گوگوریو شد.

## زندگی
کوی بی عضوی از طایفه کوی از سلسله چینگ‌هه و نتیجه‌ی وزیر سلسله هان ، کوی یان، بود. خواهر او با بازرس استان یو ، وانگ جون ، ازدواج کرده بود که در سال ۳۱۱ ادعا کرد که رضایت امپراتوری را برای توزیع مناصب در سراسر امپراتوری دریافت کرده است. وانگ جون، کوی بی را در استان پینگ مستقر کرد تا پس از مرگ فنگ شی (封釋؛ پدربزرگ وزیر سابق یان ، فنگ یی ) که قبلاً فرمانروای قانونی این منطقه بود، به عنوان سرهنگ قبایل یی شرقی خدمت کند. 
کوی بی سرانجام به مقام بازرس استان پینگ رسید. با توجه به فروپاشی مداوم سلسله جین غربی در شمال چین، کوی بی امیدوار بود که از مهاجران و پناهندگان چینی هان فراری از دشت‌های مرکزی برای خدمت به خود استقبال کند. با این حال، بسیاری از آنها در عوض ترجیح دادند به مورونگ هوی ، یکی از روسای قبیله شیانبی و دست نشانده جین که در غرب قلمرو کوی بی در لیائودونگ فعالیت می‌کرد، بپیوندند. یک نمونه، هوانگفو جی (皇甫岌) مقامی بود که با وجود اصرار زیاد کوی بی برای پیوستن به او، به محض دریافت احضاریه مورونگ هوی، فوراً تصمیم گرفت به او خدمت کند. کوی بی اغلب مأمورانی را به قلمرو مورونگ هوی می‌فرستاد تا مردم آنجا را به خود جلب کند، اما این مأموران هرگز بازنگشتند و این باعث شد که او گمان کند مورونگ هوی آنها را دستگیر و بازداشت کرده است. 
در سال ۳۱۷، کوی بی یکی از ژنرال‌های جین در شمال بود که عریضه‌ای به شاهزاده لانگیا، سیما رویی در جیان‌کانگ، فرستاد و از او خواست تا تاج و تخت امپراتوری را تصاحب کند، اگرچه شاهزاده در آن زمان آن را رد کرد. 
در سال ۳۱۹، کوی بی که دیگر قادر به تحمل قدرت رو به رشد مورونگ هوی نبود، با قبایل رقیب مورونگ، یعنی دوآن و یوون ، و همچنین دولت گوگوریو، اتحادی تشکیل داد تا او را نابود کند. گائو ژان (高瞻)، دستیار کوی بی، به طرح او اعتراض کرد اما مورد توجه قرار نگرفت.  نیروهای سه ایالت در پایتخت مورونگ هوی، جیچنگ (棘城، در جینژوی امروزی، لیائونینگ ) گرد هم آمدند. با این حال، مورونگ هوی، دوان و گوگوریو را فریب داد تا باور کنند که او با یوون تبانی کرده است و باعث شد که آن دو از هم جدا شوند. ارتش یوون که باقی مانده بود، قاطعانه توسط مورونگ هوی و پسرش، مورونگ هان ، شکست خورد.
کوی بی وقتی متوجه شد که لشکرکشی‌اش به شکست انجامیده است، دچار وحشت شد. به همین دلیل، او برادرزاده‌اش، کوی دائو، را به جیچنگ فرستاد تا پیروزی مورونگ هوی را تبریک بگوید. اما در همین حین، نمایندگانی از دوآن، یوون و گوگوریو هم برای برقراری صلح به جیچنگ آمدند و همه آنها دخالت کوی بی در این حمله را فاش کردند. مورونگ هوی ارتش خود را به نمایش گذاشت و با این کار کوی دائو را ترساند و او را وادار به تسلیم کرد. سپس او با پیامی نزد عمویش فرستاد که در آن آمده بود: «تسلیم شدن بهترین انتخاب است و فرار بدترین.» در حالی که ارتش او از پشت تعقیب می‌کرد، کوی دائو را فرستاد. کوی بی که نمی‌توانست در برابر این فشار مقاومت کند، خانواده‌اش را رها کرد و با تعدادی سوار به گوگوریو گریخت. این اقدام به مورونگ هوی اجازه داد تا لیائودونگ شرقی را به قلمرو خود اضافه کند و پیروان جدیدی جذب کند. این ماجرا نشان‌دهنده‌ی تنش‌های سیاسی و نظامی در آن زمان بود و نشان می‌دهد که گاهی اوقات گزینه‌های سختی پیش روی رهبران است که می‌تواند سرنوشت مناطق وسیعی را تغییر دهد. 